# Vingåker (commune)
La commune de Vingåker est une commune suédoise du comté de Södermanland. Environ 9150 personnes y vivent (2020). Son chef-lieu se situe à Vingåker.